# Чжан Лян
Чжан Лян (кит. трад. 張良, упр. 张良, пиньинь Zhāng Liáng, 262 год до н. э. — 186 год до н. э.) — советник и военный стратег Лю Бана во времена империи Хань. Один из трёх героев ранней истории Хань наряду с Хань Синем и Сяо Хэ. Чжан Лян изображена в У Шуан Пу (無雙 譜, Таблица несравненных героев) Цзинь Гуляна.

## Детство
Он родился в зажиточной семье в царстве Хань (точное место рождения неизвестно). Он имел женские черты лица и был похож на молодую женщину с невероятной силой. Его отец и дед служили советниками пяти поколениям правителей Хань во времена Сражающихся царств. После смерти отца царство Хань было захвачено царством Цинь под руководством Ин Чжэна, будущего императора. Молодой Чжан Лян стал выделять деньги для найма людей, чтобы отомстить империи Цинь. Во время объезда императора подвластных территорий Чжан Лян с другими людьми подстерегли его, и когда Ши Хуан оказался в зоне видимости, Чжан Лян бросил тяжёлый молот в императора, но промахнулся и попал в сопровождающего. Император в гневе приказал отыскать разбойников. Чжан Ляну пришлось уйти в Сяпэй.

## Встреча со стариком

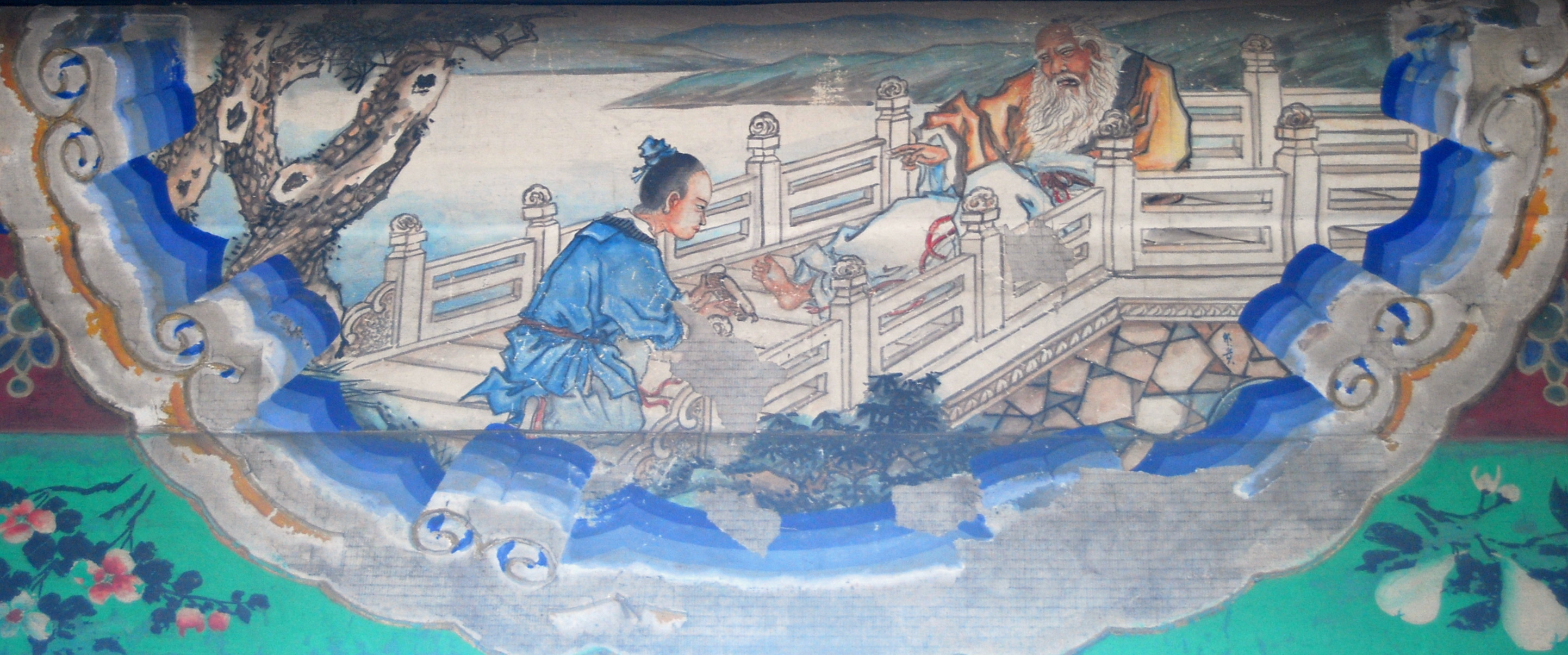
Чжан Лян одевает башмак старику.

Однажды Чжан Лян прогуливался по Сяпэю и увидел на мосту старика. Когда старик заметил его, он бросил свой башмак с моста и сказал: «Юноша, я обронил башмак, принеси-ка мне его». Чжан Лян с уважением преподнёс ботинок старику, но тот сказал приказательным тоном: «Надень-ка его на меня». Чжан Лян одел ботинок старику. После этого старик улыбнулся и почесал бороду, а потом снова сказал: «Юноша, тебя можно обучать, приходи сюда через пять дней утром». В назначенный срок Чжан Лян встал рано утром и отправился к мосту. Однако старик уже сидел на нём и сердито сказал: «Тебе пожилой человек назначил встречу — ты обязан был прийти раньше, как ты смеешь опаздывать?» Затем сурово добавил: «Придёшь ещё через пять дней!»
Через пять дней Чжан Лян с первыми петухами бегом побежал к мосту. Но старик снова уж сидел там и сказал: «Ты опять опоздал, приходи через пять дней!»
Прошло ещё пять дней. Чжан Лян посреди ночи, несмотря на ледяной ветер, в спешке прибежал к мосту. На этот раз он оказался первым. Через некоторое время пришёл старик и торжественно вручил ему книгу. Старик сказал юноше: «Прочитай книгу, и ты станешь советником у правителя, через десять лет ты возвысишься, а через тринадцать лет ты, юноша, придёшь к подножию горы Гучэншань и в Цзибэе и увидишь жёлтый камень — это буду я». После этих слов старик ушёл, и больше Чжан Лян его не видел.
Книга, которую дал ему старик, называлась «Военное искусство Тай-Гуна». Книга понравилась юноше и он стал изучать её, и читать вслух написанное.

## Служба у Лю Бана
Десять лет спустя недовольные тиранией правления империи Цинь жители всего Китая подняли восстание. Чжан Лян примкнул к Лю Бану, будущему императору государства Хань, который назначил его начальником конюшен. Чжан Лян нередко пересказывал Лю Бану слова из книги Тай-гуна о военном искусстве, и тот часто их слушал. Но когда Чжан Лян пытался передать эти знания другим людям, те не могли его понять. Когда Чжан Лян окончательно изучил книгу, он стал разбираться в стратегиях и быстро меняющихся ситуациях. Мудрые советы Чжан Ляна относительно политических вопросов и военных действий помогли Лю Бану справиться с превосходящей по численности армией империи Цинь и стать во главе новой империи Хань.
Благодаря наставлениям Чжан Ляна Лю Бан не совершал порочащие репутацию правителя ошибки. Когда Лю Бан захватил столицу империи Цинь, то во дворцах он увидел много роскошных вещей: собак, лошадей и различных драгоценностей, там же находились тысячи прекрасных женщин. Лю Бану так понравилось это место, что он захотел остановиться на отдых в одном из циньских дворцов, но Чжан Лян посоветовал ему этого не делать. Когда империя Хань укрепилась, правитель Лю Бан вознаградил по заслугам своих сподвижников, щедро одарив и Чжан Ляна. После этого, Чжан Лян покинул столицу и начал практиковаться в даосизме и достижении бессмертия.

## Жёлтый камень
С тех пор, как Чжан Лян впервые встретил старца на мосту в Сяпэе, и тот вручил ему книгу Тай-гуна, прошло тринадцать лет, и когда он, сопровождая императора Гао-ди, проезжал Цзибэй, то действительно увидел жёлтый камень у подножия горы Гучэншань. Чжан Лян забрал с собой этот камень, хранил и поклонялся ему, а после смерти Чжан Ляна камень поместили на его могиле и в каждой шестой и двенадцатой луне совершали благодарственный молебен перед этим священным жёлтым камнем. Придворный историограф Сыма Цянь сказал про Чжан Ляна в «Исторических записках»: «Многие учёные люди говорят, что в мире нет небесных и земных духов, но толкуют о том, что имеются таинственные сверхъестественные явления и существа. Встреча Чжан Ляна со старцем, который дал ему книгу, разве не является таким удивительным явлением?»

## Галерея

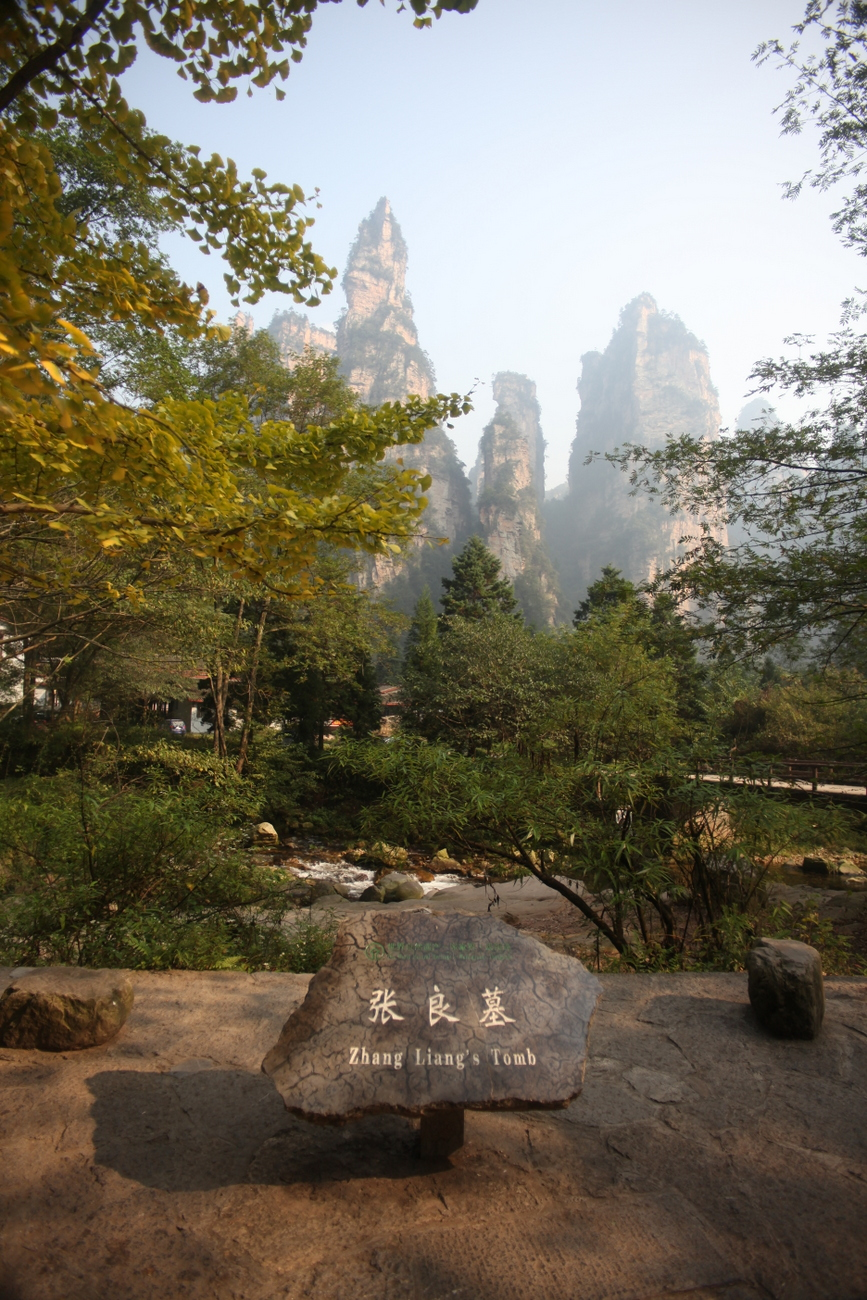
Гробница Чжан Ляна
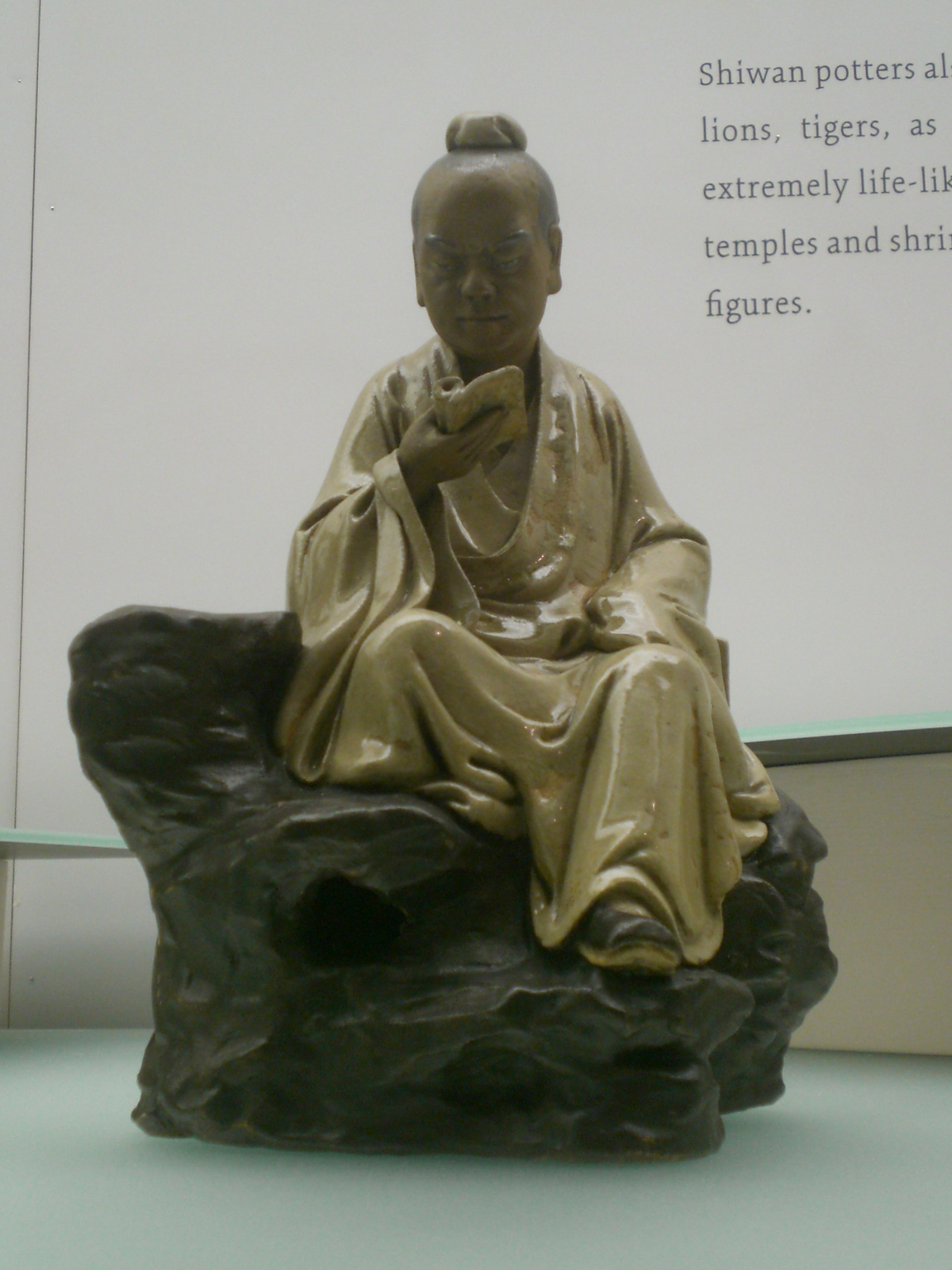
Статуэтка с изображением Чжан Ляна
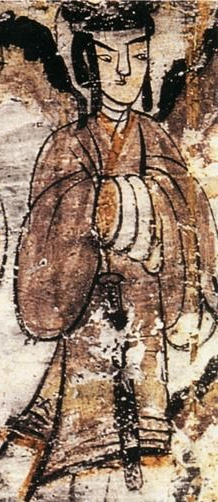
Портрет